# Serdar Kulbilge
Serdar Kulbilge (Hayrabolu, 7 juli 1980) is een Turkse voetbaldoelman.

## Biografie
Kulbilge kwam in 1999 in het eerste team van Bursaspor. In zijn eerste jaren was hij vooral reservekeeper. Pas in 2002 kwam zijn doorbraak en werd hij de eerste keeper van Bursaspor. Zijn prestaties waren nooit opvallend, maar Kulbilge stond bij velen wel bekend als een degelijke, betrouwbare keeper. Na de degradatie van de krokodillen, besloot Kulbilge te vertrekken naar een grotere club. In de zomer van 2005 werd Serdar Kulbilge toegevoegd aan de selectie van de Turkse topclub Fenerbahçe. In zijn eerste seizoenen was hij de derde keeper achter Rüştü Reçber en Volkan Demirel. Echter na het vertrek van Rüstü en wisselvallige prestaties van Volkan Demirel kreeg de blonde Turk in het seizoen 2006/07 de kans zich te bewijzen. Deze kans greep hij met twee handen aan en speelde zelfs een interland voor Turkije. Na blessureleed van 4 maanden was hij zijn plek weer kwijt aan Volkan die zijn oude vorm weer had hervonden. Toen hij bij de "Fener" bijna geen kans meer kreeg doordat Volkan Demirel maar bleef keepen, week hij uit naar een kleinere club genaamd Kocaelispor.  De club zakte na twee jaar terug naar de 2de klasse van Turkije.  Hij kon er niet blijven en tekende een contract bij Genclerbirligi. In 2011 stapte hij over naar MKE Ankaragücü.
Hij speelde eenmaal voor het Turks voetbalelftal: op 22 augustus 2007 stond hij in de basis van de Turkse ploeg die in Boekarest aantrad tegen Roemenië in een vriendschappelijk duel. De thuisploeg won die wedstrijd in het Stadionul Naţional met 2-0 door treffers van Nicolae Dică en Adrian Mutu.
Op 14 juli 2011 werd hij gearresteerd vanwege het omkoopschandaal in het Turkse voetbal. In mei 2012 werd hij voor drie jaar geschorst.

## Erelijst
- Super League: 2007
- Turkse Supercup: 2007
- Super League elftal van het jaar: 2006/07